# Merritt Island
Merritt Island è una località con lo status di census-designated place che si trova in USA nella contea di Brevard sulla costa orientale della Florida e sull'Oceano Atlantico.

## Geografia
Secondo l'United States Census Bureau, Merrit Island occupa una superficie totale di 122,20 km² di cui 45,35 km² sulla terraferma e 76,85 km² in acqua.

## Società

### Evoluzione demografica
Secondo il censimento degli USA del 2010, Merrit Island ha una popolazione di 34 749 abitanti, con una densità di popolazione di 284,3 abitanti per km². La popolazione è composta per l'88,74% da bianchi americani, il 4,88% da afroamericani, il 2,25% da asioamericani, lo 0,49% da nativi americani, lo 0,12% da isolani dell'Oceano Pacifico, lo 0,96% da altre razze e il 2,57% da due o più razze. Gli ispanici rappresentano il 6,13% della popolazione.